# Anders Juul
Anders Juul (* 14. Januar 1981) ist ein dänischer Schauspieler.

## Leben
Anders Juul wuchs in Alsønderup bei Hillerød auf. Infolge der Scheidung seiner Eltern zog er mit zehn Jahren mit seiner Mutter nach Aarhus. Er besuchte bis 2005 die Schauspielschule des Aarhus Teater. Von 2005 bis 2007 wirkte er am Aalborg Teater. Dort übernahm er unter anderem die Titelrollen in den Stücken Emil fra Lønneberg und Amadeus. Später trat er in Den politiske kandestøber am Grønnegårds Teatret und in Påske am Det Kongelige Teater auf.
Bei der Verleihung des Reumert 2007 wurde Juul als eines der „Talente des Jahres“ ausgezeichnet. Ab dem Jahr 2010 übernahm er in der Polit-Serie Borgen – Gefährliche Seilschaften in drei Staffeln die Rolle des Journalisten Simon Bech. 2011 sprach er im Animationsfilm Ronal der Barbar die titelgebende Hauptfigur. In der Fernsehserie Badehotellet übernahm Juul ab dem Jahr 2015 die Rolle des Max Berggren. In Christian Tafdrups Drama En frygtelig kvinde war er 2017 in der Hauptrolle des Rasmus zu sehen.
Juul ist mit der Dramatikerin Line Mørkeby liiert, mit der er zwei Töchter hat.

## Filmografie (Auswahl)
- 2010: Karla & Jonas (Karla og Jonas)
- 2010–2013: Borgen – Gefährliche Seilschaften (Borgen, Fernsehserie, 26 Episoden)
- 2011: Ladyboy (Kurzfilm)
- 2011: Ronal der Barbar (Ronal Barbaren, Sprechrolle)
- 2012: Lykke (Fernsehserie, 8 Episoden)
- 2015–2018: Badehotellet (Fernsehserie, 26 Episoden)
- 2016: Lillemand (Fernsehserie, 1 Episode)
- 2017: En frygtelig kvinde
- 2018: The Team (Fernsehserie, 4 Episoden)
- 2018: Verachtung (Journal 64)
- 2019: Die Hüterin der Wahrheit 2: Dina und die schwarze Magie (Skammerens datter II: Slangens gave)
- 2019: The Rain (Fernsehserie, 2 Episoden)
- 2019: Killing Mike (Fred til lands, Fernsehserie, 8 Episoden)
- 2020: Efterforskningen (Fernsehserie, 5 Episoden)